# عنکبوت میرشکار رامبد جوان
عنکبوت میرشکار رامبد جوان (با نام علمی Cebrennus rambodjavani) گونه‌ای از عنکبوت بومی انحصاری ایران بوده که توسط مجید مرادمند، علیرضا زمانی و پیتر یگار توصیف و به احترام بازیگر، کارگردان و مجری ایرانی، رامبد جوان به نام او نام گذاری شده‌است. این گونه تاکنون تنها از یک نمونه نر جمع‌آوری شده از کویر مرکزی ایران در استان قم شناخته شده‌است. با این که تاکنون هیچ اطلاعاتی در مورد رفتار و شیوه زندگی این گونه ثبت نشده، رفتار گونه‌های دیگر این سرده از شمال آفریقا و آسیای مرکزی، مشاهده و بررسی شده‌است. گونه‌های این سرده با مهارت فراوان دانه‌های ریز شن کویر را با رشته‌های تار به همدیگر متصل می‌کنند، ساختاری لوله مانند در درون ماسه‌ها می‌سازند و در درون این ساختار تونل مانند زندگی می‌کنند.